# فارس في المدينة (مسلسل)
فارس في المدينة، مسلسل اجتماعي السوري تتعلق قصته بالأخوين سعد وسعيد القادمين من قرية الراشد في محافظة الرقة.
سعيد الذي يتوجه إلى العاصمة دمشق للزواج والعمل وأخيه سعد القادم من القرية للبحث عنه والعثور عليه متعرضا لعدة مواقف
توضح القيم والمقاييس السائدة في المدينة التي تختلف اختلافا شاسعا عن تلك السائدة في القرى والأرياف.

## السيناريو
وضعه المخرج عزمي مصطفى

## الممثلين
- عبد الهادي الصباغ (سعد وسعيد)
- سامر المصري
- خالد تاجا
- سلوى سعيد
- محمد شيخ نجيب
- هناء نصور
- أمانة والي
- سيف الدين سبيعي
- أنطوانيت نجيب
- ايمان عبد العزيز
- شكران مرتجى
- غسان عزب
- يوسف حرب
- عصام عبه جي
- نضال سيجري

## الفريق الفني
- مدير الإضاءة : م. أحمد إبراهيم أحمد
- التصوير : بسام بخاري
- مشرف الصوت : يحيى حوشان
- مدير الإنتاج : محمد قنوع
- الموسيقى : سمير كويفاتي
- المخرج المساعد :سامي جنادي

## الإنتاج
المسلسل من إنتاج شركة المازن للإنتاج الفني – حلب، سوريا 1997

## الإخراج
إخراج : حاتم علي